# UEFA Champions League 2006–07
UEFA Champions League 2006–07 là giải đấu bóng đá cao nhất ở cấp câu lạc bộ của châu Âu thứ 52 tính từ lần đầu khởi tranh và là giải thứ 15 theo thể thức và tên gọi mới UEFA Champions League. Trận chung kết tổ chức tại sân vận động Olympic ở thủ đô Athens của Hy Lạp vào ngày 23 tháng 5 năm 2007 giữa hai câu lạc bộ Milan và Liverpool. Milan thắng 2–1, đoạt được Cúp C1 châu Âu lần thứ 7 với hai bàn thắng của Filippo Inzaghi. Bàn thắng của Liverpool do công của Dirk Kuyt.

## Sự kiện trước giải đấu

### Scandal ở Serie A
Các đội bóng của Ý tham dự giải, theo như kết quả mùa giải 2005–06 lần lượt là Juventus, Milan, Inter Milan và Fiorentina. Sau scandal Calciopoli, bốn đại diện tham dự giải đấu được lựa chọn lại vào ngày 25 tháng 7.
Một số đội có dính líu vào scandal này bị đánh tụt hạng (Juventus) hoặc trừ điểm ở mùa giải trước (AC Milan, Fiorentina...) Do vậy Inter Milan và Roma vào thẳng vòng đấu bảng, trong khi đó Milan và Chievo tham dự từ vòng sơ loại thứ ba. Ban đầu, Milan không được quyền tham dự Champions League, tuy nhiên sau đó được Liên đoàn bóng đá Ý cho phép tham dự nhưng từ vòng sơ loại  Quyết định này của Liên đoàn bóng đá Ý có thể xem là đúng đắn, vì sau đó Milan trở thành nhà vô địch của giải đấu.

## Vòng loại

### Vòng sơ loại thứ nhất
Lượt đi được tổ chức vào hai ngày 11 và 12 tháng 7 năm 2006, lượt về diễn ra sau đó một tuần vào hai ngày 18 và 19 tháng 7.
| Đội 1              | TTS | Đội 2            | Lượt đi | Lượt về |
| ------------------ | --- | ---------------- | ------- | ------- |
| Elbasani           | 1–3 | Ekranas          | 1–0     | 0–3     |
| FC TVMK            | 3–4 | FH Hafnarfjörður | 2–3     | 1–1     |
| Liepājas Metalurgs | 2–1 | Aktobe           | 1–0     | 1–1     |
| MyPa               | 2–0 | The New Saints   | 1–0     | 1–0     |
| Cork City          | 2–1 | Apollon Limassol | 1–0     | 1–1     |
| Sioni Bolnisi      | 2–1 | Baku             | 2–0     | 0–1     |
| F91 Dudelange      | 0–1 | Rabotnički       | 0–1     | 0–0     |
| Shakhtyor          | 0–2 | Široki Brijeg    | 0–1     | 0–1     |
| Birkirkara         | 2–5 | B36              | 0–3     | 2–2     |
| Linfield           | 3–5 | Gorica           | 1–3     | 2–2     |
| Pyunik             | 0–2 | Sheriff Tiraspol | 0–0     | 0–2     |

### Vòng sơ loại thứ hai
Lượt đi được tổ chức vào hai ngày 25 và 26 tháng 7 năm 2006, lượt về diễn ra sau đó một tuần vào hai ngày 1 và 2 tháng 8.
| Đội 1              | TTS    | Đội 2              | Lượt đi | Lượt về |
| ------------------ | ------ | ------------------ | ------- | ------- |
| Gorica             | 0–5    | Steaua Bucureşti   | 0–2     | 0–3     |
| Levski Sofia       | 4–0    | Sioni Bolnisi      | 2–0     | 2–0     |
| FC Zürich          | 2–3    | Red Bull Salzburg  | 2–1     | 0–2     |
| Djurgården         | 2–3    | Ružomberok         | 1–0     | 1–3     |
| Debrecen           | 2–5    | Rabotnički         | 1–1     | 1–4     |
| Cork City          | 0–4    | Red Star Belgrade1 | 0–1     | 0–3     |
| Fenerbahçe         | 9–0    | B36                | 4–0     | 5–0     |
| Mladá Boleslav     | 5–3    | Vålerenga          | 3–1     | 2–2     |
| Sheriff Tiraspol   | 1–1(a) | Spartak Moscow     | 1–1     | 0–0     |
| Liepājas Metalurgs | 1–8    | Dynamo Kyiv        | 1–4     | 0–4     |
| FH Hafnarfjörður   | 0–3    | Legia Warsaw       | 0–1     | 0–2     |
| Copenhagen         | 4–2    | MyPa               | 2–0     | 2–2     |
| Ekranas            | 3–9    | Dinamo Zagreb      | 1–4     | 2–5     |
| Hearts             | 3–0    | Široki Brijeg      | 3–0     | 0–0     |

### Vòng sơ loại thứ ba
Lượt đi được tổ chức vào hai ngày 8 và 9 tháng 8 năm 2006, lượt về diễn ra sau đó hai tuần vào hai ngày 22 và 23 tháng 8.
| Đội 1             | TTS    | Đội 2              | Lượt đi | Lượt về |
| ----------------- | ------ | ------------------ | ------- | ------- |
| Slovan Liberec    | 1–2    | Spartak Moscow     | 0–0     | 1–2     |
| Shakhtar Donetsk  | 4–2    | Legia Warsaw       | 1–0     | 3–2     |
| Red Bull Salzburg | 1–3    | Valencia           | 1–0     | 0–3     |
| Levski Sofia      | 4–2    | Chievo             | 2–0     | 2–2     |
| Hearts            | 1–5    | AEK Athens         | 1–2     | 0–3     |
| CSKA Moscow       | 5–0    | Ružomberok         | 3–0     | 2–0     |
| Milan             | 3–1    | Red Star Belgrade1 | 1–0     | 2–1     |
| Galatasaray       | 6–3    | Mladá Boleslav     | 5–2     | 1–1     |
| Standard Liège    | 3–4    | Steaua Bucureşti   | 2–2     | 1–2     |
| Austria Wien      | 1–4    | Benfica            | 1–1     | 0–3     |
| Dinamo Zagreb     | 1–5    | Arsenal            | 0–3     | 1–2     |
| Copenhagen        | 3–2    | Ajax               | 1–2     | 2–0     |
| Hamburg           | (a)1–1 | Osasuna            | 0–0     | 1–1     |
| Dynamo Kyiv       | 5–3    | Fenerbahçe         | 3–1     | 2–2     |
| Liverpool         | 3–2    | Maccabi Haifa      | 2–1     | 1–12    |
| Lille             | 4–0    | Rabotnički         | 3–0     | 1–0     |

Các đội bị loại ở vòng sơ loại thứ ba được chuyển xuống đấu ở vòng một Cúp UEFA.

## Vòng đấu bảng
Lễ bốc thăm vòng đấu bảng được tiến hành ngày 24 tháng 8 năm 2006 tại Monaco. Vòng bảng tiến hành từ 12 tháng 9 đến 6 tháng 12 năm 2006.

### Thể thức xếp hạng
Theo điều 4.05 trong quy định của UEFA mùa bóng này, nếu hai hay nhiều đội cùng điểm với nhau khi kết thúc vòng đấu bảng, các tiêu chí để xếp hạng theo thứ tự như sau:
1. Thành tích đối đầu trực tiếp giữa các đội
2. Hiệu số bàn thắng thua khi đối đầu trực tiếp
3. Bàn thắng sân khách khi đối đầu trực tiếp
4. Hiệu số bàn thắng thua trong bảng đấu
5. Bàn thắng ghi được trong bảng đấu
6. Hệ số UEFA cho câu lạc bộ, tính trong 5 mùa bóng

| Màu ký hiệu sử dụng trong bảng                                        |
| --------------------------------------------------------------------- |
| Đội bóng vượt qua vòng bảng, lọt vào vòng loại trực tiếp, tên in đậm  |
| Đội bóng bị loại vòng bảng, xuống chơi ở Cúp UEFA, tên in đậm nghiêng |
| Đội bóng bị loại vòng bảng, tên in nghiêng                            |

### Bảng A
| Đội           | Trận | Thắng | Hoà | Thua | Bàn thắng | Bàn thua | Hiệu số | Điểm |
| ------------- | ---- | ----- | --- | ---- | --------- | -------- | ------- | ---- |
| Chelsea       | 6    | 4     | 1   | 1    | 10        | 4        | 6       | 13   |
| Barcelona     | 6    | 3     | 2   | 1    | 12        | 4        | 8       | 11   |
| Werder Bremen | 6    | 3     | 1   | 2    | 7         | 5        | 2       | 10   |
| Levski Sofia  | 6    | 0     | 0   | 6    | 1         | 17       | -16     | 0    |

### Bảng B
| Đội            | Trận | Thắng | Hoà | Thua | Bàn thắng | Bàn thua | Hiệu số | Điểm |
| -------------- | ---- | ----- | --- | ---- | --------- | -------- | ------- | ---- |
| Bayern         | 6    | 3     | 3   | 0    | 10        | 3        | 7       | 12   |
| Inter          | 6    | 3     | 1   | 2    | 5         | 5        | 0       | 10   |
| Spartak Moskva | 6    | 1     | 2   | 3    | 7         | 11       | -4      | 5    |
| Sporting       | 6    | 1     | 2   | 3    | 3         | 6        | -3      | 5    |

### Bảng C
| Đội           | Trận | Thắng | Hoà | Thua | Bàn thắng | Bàn thua | Hiệu số | Điểm |
| ------------- | ---- | ----- | --- | ---- | --------- | -------- | ------- | ---- |
| Liverpool     | 6    | 4     | 1   | 1    | 11        | 5        | 6       | 13   |
| PSV Eindhoven | 6    | 3     | 1   | 2    | 6         | 6        | 0       | 10   |
| Bordeaux      | 6    | 2     | 1   | 3    | 6         | 7        | -1      | 7    |
| Galatasaray   | 6    | 1     | 1   | 4    | 7         | 12       | -5      | 4    |

### Bảng D
| Đội              | Trận | Thắng | Hoà | Thua | Bàn thắng | Bàn thua | Hiệu số | Điểm |
| ---------------- | ---- | ----- | --- | ---- | --------- | -------- | ------- | ---- |
| Valencia         | 6    | 4     | 1   | 1    | 12        | 6        | 6       | 13   |
| Roma             | 6    | 3     | 1   | 2    | 8         | 4        | 4       | 10   |
| Shakhtar Donetsk | 6    | 1     | 3   | 2    | 6         | 11       | -5      | 6    |
| Olympiacos       | 6    | 0     | 3   | 3    | 6         | 11       | -5      | 3    |

### Bảng E
| Đội              | Trận | Thắng | Hoà | Thua | Bàn thắng | Bàn thua | Hiệu số | Điểm |
| ---------------- | ---- | ----- | --- | ---- | --------- | -------- | ------- | ---- |
| Lyon             | 6    | 4     | 2   | 0    | 12        | 3        | 9       | 14   |
| Real Madrid      | 6    | 3     | 2   | 1    | 14        | 8        | 6       | 11   |
| Steaua Bucureşti | 6    | 1     | 2   | 3    | 7         | 11       | -4      | 5    |
| Dynamo Kyiv      | 6    | 0     | 2   | 4    | 5         | 16       | -11     | 2    |

### Bảng F
| Đội               | Trận | Thắng | Hoà | Thua | Bàn thắng | Bàn thua | Hiệu số | Điểm |
| ----------------- | ---- | ----- | --- | ---- | --------- | -------- | ------- | ---- |
| Manchester United | 6    | 4     | 0   | 2    | 10        | 5        | 5       | 12   |
| Celtic            | 6    | 3     | 0   | 3    | 8         | 9        | -1      | 9    |
| Benfica           | 6    | 2     | 1   | 3    | 7         | 8        | -1      | 7    |
| Copenhagen        | 6    | 2     | 1   | 3    | 5         | 8        | -3      | 7    |

### Bảng G
| Đội         | Trận | Thắng | Hoà | Thua | Bàn thắng | Bàn thua | Hiệu số | Điểm |
| ----------- | ---- | ----- | --- | ---- | --------- | -------- | ------- | ---- |
| Arsenal     | 6    | 3     | 2   | 1    | 7         | 3        | 4       | 11   |
| Porto       | 6    | 3     | 2   | 1    | 9         | 4        | 5       | 11   |
| CSKA Moscow | 6    | 2     | 2   | 2    | 4         | 5        | -1      | 8    |
| Hamburg     | 6    | 1     | 0   | 5    | 7         | 15       | -8      | 3    |

Chú thích:
- Arsenal nhất bảng do có 1 trận thắng và 1 trận hòa trước Porto

### Bảng H
| Đội        | Trận | Thắng | Hoà | Thua | Bàn thắng | Bàn thua | Hiệu số | Điểm |
| ---------- | ---- | ----- | --- | ---- | --------- | -------- | ------- | ---- |
| Milan      | 6    | 3     | 1   | 2    | 8         | 4        | 4       | 10   |
| Lille      | 6    | 2     | 3   | 1    | 8         | 5        | 3       | 9    |
| AEK Athens | 6    | 2     | 2   | 2    | 6         | 9        | -3      | 8    |
| Anderlecht | 6    | 0     | 4   | 2    | 7         | 11       | -4      | 4    |

## Vòng loại trực tiếp
Các cặp đấu ở vòng loại trực tiếp đều tiến hành hai lượt, ngoại trừ trận chung kết. Trong trường hợp tỉ số hoà sau hai lượt, việc phân định thắng thua được tiến hành bằng cách tính bàn thắng sân khách, nếu cùng bàn thắng sân khách thì ở lượt về sẽ thi đấu hiệp phụ và sút luân lưu nếu hoà ở hiệp phụ.
|  | Vòng 1/8          | Vòng 1/8          | Vòng 1/8 | Vòng 1/8 |      |               | Tứ kết | Tứ kết | Tứ kết | Tứ kết |  |                   | Bán kết | Bán kết | Bán kết | Bán kết |       |   | Chung kết | Chung kết |
|  |                   |                   |          |          |      |               |        |        |        |        |  |                   |         |         |         |         |       |   |           |           |
|  | Roma              | 0                 | 2        | 2        |      |               |        |        |        |        |  |                   |         |         |         |         |       |   |           |           |
|  | Lyon              | 0                 | 0        | 0        |      |               |        |        |        |        |  |                   |         |         |         |         |       |   |           |           |
|  | Lyon              | 0                 | 0        | 0        |      | Roma          | 2      | 1      | 3      |        |  |                   |         |         |         |         |       |   |           |           |
|  |                   |                   |          |          |      | Roma          | 2      | 1      | 3      |        |  |                   |         |         |         |         |       |   |           |           |
|  |                   | Manchester United | 1        | 7        | 8    |               |        |        |        |        |  |                   |         |         |         |         |       |   |           |           |
|  | Lille             | Manchester United | 1        | 7        | 8    | 0             | 0      | 0      |        |        |  |                   |         |         |         |         |       |   |           |           |
|  | Lille             |                   |          |          |      | 0             | 0      | 0      |        |        |  |                   |         |         |         |         |       |   |           |           |
|  | Manchester United | 1                 | 1        | 2        |      |               |        |        |        |        |  |                   |         |         |         |         |       |   |           |           |
|  | Manchester United | 1                 | 1        | 2        |      |               |        |        |        |        |  | Manchester United | 3       | 0       | 3       |         |       |   |           |           |
|  |                   |                   |          |          |      |               |        |        |        |        |  | Manchester United | 3       | 0       | 3       |         |       |   |           |           |
|  |                   | Milan             | 2        | 3        | 5    |               |        |        |        |        |  |                   |         |         |         |         |       |   |           |           |
|  | Celtic            | Milan             | 2        | 3        | 5    | 0             | 0      | 0      |        |        |  |                   |         |         |         |         |       |   |           |           |
|  | Celtic            |                   |          |          |      | 0             | 0      | 0      |        |        |  |                   |         |         |         |         |       |   |           |           |
|  | Milan (hp)        | 0                 | 1        | 1        |      |               |        |        |        |        |  |                   |         |         |         |         |       |   |           |           |
|  | Milan (hp)        | 0                 | 1        | 1        |      | Milan         | 2      | 2      | 4      |        |  |                   |         |         |         |         |       |   |           |           |
|  |                   |                   |          |          |      | Milan         | 2      | 2      | 4      |        |  |                   |         |         |         |         |       |   |           |           |
|  |                   | Bayern            | 2        | 0        | 2    |               |        |        |        |        |  |                   |         |         |         |         |       |   |           |           |
|  | Real Madrid       | Bayern            | 2        | 0        | 2    | 3             | 1      | 4      |        |        |  |                   |         |         |         |         |       |   |           |           |
|  | Real Madrid       |                   |          |          |      | 3             | 1      | 4      |        |        |  |                   |         |         |         |         |       |   |           |           |
|  | Bayern (a)        | 2                 | 2        | 4        |      |               |        |        |        |        |  |                   |         |         |         |         |       |   |           |           |
|  | Bayern (a)        | 2                 | 2        | 4        |      |               |        |        |        |        |  |                   |         |         |         |         | Milan | 2 |           |           |
|  |                   |                   |          |          |      |               |        |        |        |        |  |                   |         |         |         |         |       | 2 |           |           |
|  |                   | Liverpool         | 1        |          |      |               |        |        |        |        |  |                   |         |         |         |         |       |   |           |           |
|  | Porto             | Liverpool         | 1        | 1        | 1    | 2             |        |        |        |        |  |                   |         |         |         |         |       |   |           |           |
|  | Porto             |                   |          | 1        | 1    | 2             |        |        |        |        |  |                   |         |         |         |         |       |   |           |           |
|  | Chelsea           | 1                 | 2        | 3        |      |               |        |        |        |        |  |                   |         |         |         |         |       |   |           |           |
|  | Chelsea           | 1                 | 2        | 3        |      | Chelsea       | 1      | 2      | 3      |        |  |                   |         |         |         |         |       |   |           |           |
|  |                   |                   |          |          |      | Chelsea       | 1      | 2      | 3      |        |  |                   |         |         |         |         |       |   |           |           |
|  |                   | Valencia          | 1        | 1        | 2    |               |        |        |        |        |  |                   |         |         |         |         |       |   |           |           |
|  | Internazionale    | Valencia          | 1        | 1        | 2    | 2             | 0      | 2      |        |        |  |                   |         |         |         |         |       |   |           |           |
|  | Internazionale    |                   |          |          |      | 2             | 0      | 2      |        |        |  |                   |         |         |         |         |       |   |           |           |
|  | Valencia (a)      | 2                 | 0        | 2        |      |               |        |        |        |        |  |                   |         |         |         |         |       |   |           |           |
|  | Valencia (a)      | 2                 | 0        | 2        |      |               |        |        |        |        |  | Chelsea           | 1       | 0       | 1(1)    |         |       |   |           |           |
|  |                   |                   |          |          |      |               |        |        |        |        |  | Chelsea           | 1       | 0       | 1(1)    |         |       |   |           |           |
|  |                   | Liverpool (p)     | 0        | 1        | 1(4) |               |        |        |        |        |  |                   |         |         |         |         |       |   |           |           |
|  | PSV Eindhoven     | Liverpool (p)     | 0        | 1        | 1(4) | 1             | 1      | 2      |        |        |  |                   |         |         |         |         |       |   |           |           |
|  | PSV Eindhoven     |                   |          |          |      | 1             | 1      | 2      |        |        |  |                   |         |         |         |         |       |   |           |           |
|  | Arsenal           | 0                 | 1        | 1        |      |               |        |        |        |        |  |                   |         |         |         |         |       |   |           |           |
|  | Arsenal           | 0                 | 1        | 1        |      | PSV Eindhoven | 0      | 0      | 0      |        |  |                   |         |         |         |         |       |   |           |           |
|  |                   |                   |          |          |      | PSV Eindhoven | 0      | 0      | 0      |        |  |                   |         |         |         |         |       |   |           |           |
|  |                   | Liverpool         | 3        | 1        | 4    |               |        |        |        |        |  |                   |         |         |         |         |       |   |           |           |
|  | Barcelona         | Liverpool         | 3        | 1        | 4    | 1             | 1      | 2      |        |        |  |                   |         |         |         |         |       |   |           |           |
|  | Barcelona         |                   |          |          |      | 1             | 1      | 2      |        |        |  |                   |         |         |         |         |       |   |           |           |
|  | Liverpool (a)     | 2                 | 0        | 2        |      |               |        |        |        |        |  |                   |         |         |         |         |       |   |           |           |

### Vòng loại trực tiếp thứ nhất
Lễ bốc thăm vòng loại trực tiếp thứ nhất (vòng 1/8) được tiến hành tại Nyon, Thụy Sĩ vào ngày 15 tháng 12 năm 2006. Đội bóng nhì mỗi bảng (Đội 1) đấu lượt đi trên sân nhà và lượt về trên sân khách.
Lượt đi vào hai ngày 20 và 21 tháng 2 năm 2007, lượt về diễn ra sau đó hai tuần vào 6 và 7 tháng 3.
| Đội 1          | TTS    | Đội 2             | Lượt đi | Lượt về  |
| -------------- | ------ | ----------------- | ------- | -------- |
| Porto          | 2–3    | Chelsea           | 1–1     | 1–2      |
| Celtic         | 0–1    | Milan             | 0–0     | 0–1(aet) |
| PSV Eindhoven  | 2–1    | Arsenal           | 1–0     | 1–1      |
| Lille          | 0–2    | Manchester United | 0–1     | 0–1      |
| Roma           | 2–0    | Lyon              | 0–0     | 2–0      |
| Barcelona      | 2–2(a) | Liverpool         | 1–2     | 1–0      |
| Real Madrid    | 4–4(a) | Bayern            | 3–2     | 1–2      |
| Internazionale | 2–2(a) | Valencia          | 2–2     | 0–0      |

### Tứ kết
Lễ bốc thăm cho các vòng đấu cuối, gồm tứ kết, bán kết và chung kết, được tiến hành vào ngày 9 tháng 3 năm 2007 tại Athens, Hy Lạp.
Lượt đi tứ kết diễn ra ngày 3 và 4 tháng 4 và lượt về diễn ra một tuần sau đó vào ngày 10 và 11 tháng 4 năm 2007.
| Đội 1         | TTS | Đội 2             | Lượt đi | Lượt về |
| ------------- | --- | ----------------- | ------- | ------- |
| Milan         | 4–2 | Bayern            | 2–2     | 2–0     |
| PSV Eindhoven | 0–4 | Liverpool         | 0–3     | 0–1     |
| Roma          | 3–8 | Manchester United | 2–1     | 1–7     |
| Chelsea       | 3–2 | Valencia          | 1–1     | 2–1     |

### Bán kết
Lượt đi bán kết diễn ra ngày 24 và 25 tháng 4 và lượt về diễn ra một tuần sau đó vào ngày 1 và 2 tháng 5 năm 2007.
| Đội 1             | TTS       | Đội 2     | Lượt đi | Lượt về |
| ----------------- | --------- | --------- | ------- | ------- |
| Chelsea           | 1–1(1–4p) | Liverpool | 1–0     | 0–1     |
| Manchester United | 3–5       | Milan     | 3–2     | 0–3     |

### Chung kết
Trận chung kết được tổ chức vào ngày 23 tháng 5 năm 2007 tại sân vận động Olympic ở Athens, Hy Lạp. Không giống như các trận đấu loại trực tiếp ở vòng ngoài, trận chung kết chỉ diễn ra một trận duy nhất, có thể đá hiệp phụ nếu hoà trong 2 hiệp chính và sút luân lưu nếu vẫn hoà trong hai hiệp phụ để phân định thắng thua
Filippo Inzaghi mở tỉ số cho Milan ngay trước khi hết hiệp một. Anh tiếp tục ghi bàn thứ hai ở phút 82, trước khi Dirk Kuyt gỡ lại bàn danh dự cho Liverpool ở phút cuối cùng.
Milan trở thành đại diện của châu Âu tham dự Giải vô địch bóng đá thế giới các câu lạc bộ 2007.
| Milan           | 2 – 1      | Liverpool |
| --------------- | ---------- | --------- |
| Inzaghi 45' 82' | (Chi tiết) | Kuyt 89'  |

| UEFA Champions League Vô địch 2006–07 |
| ------------------------------------- |
| Ý                                     |
| A.C. Milan Lần thứ bảy                |

## Các danh hiệu cá nhân
- Thủ môn xuất sắc nhất — Petr Čech
- Hậu vệ xuất sắc nhất — Paolo Maldini
- Tiền vệ xuất sắc nhất — Clarence Seedorf
- Tiền đạo xuất sắc nhất — Kaká
- Cầu thủ xuất sắc nhất — Kaká

## Cầu thủ ghi nhiều bàn thắng
Dưới đây là danh sách các cầu thủ ghi nhiều bàn thắng nhất tại giải (kể từ vòng đấu bảng):
| # | Cầu thủ             | Câu lạc bộ          | Số bàn thắng |
| - | ------------------- | ------------------- | ------------ |
| 1 | Kaká                | Milan               | 10           |
| 2 | Peter Crouch        | Liverpool F.C.      | 6            |
| 2 | Didier Drogba       | Chelsea F.C.        | 6            |
| 2 | Fernando Morientes  | Valencia CF         | 6            |
| 2 | Ruud van Nistelrooy | Real Madrid         | 6            |
| 6 | Raúl González       | Real Madrid         | 5            |
| 7 | Nicolae Dică        | FC Steaua Bucureşti | 4            |
| 7 | Filippo Inzaghi     | Milan               | 4            |
| 7 | Claudio Pizarro     | Bayern Munich       | 4            |
| 7 | Wayne Rooney        | Manchester United   | 4            |
| 7 | Louis Saha          | Manchester United   | 4            |
| 7 | Francesco Totti     | A.S. Roma           | 4            |
| 7 | David Villa         | Valencia CF         | 4            |

## Chuyện bên lề
- Levski Sofia là câu lạc bộ Bulgaria đầu tiên lọt vào vòng bảng của UEFA Champions League, tuy nhiên họ là một trong số ít đội không kiếm được điểm nào ở vòng bảng. Các câu lạc bộ khác là Košice (1997–98), Fenerbahçe (2001–02), Spartak Moskva (2002–03), Anderlecht (2004–05) và Rapid Wien (2005–06).
  - Đội bóng duy nhất không có được điểm ở vòng đấu bảng thứ hai là Bayer Leverkusen (2002–03).
- Copenhagen cũng lần đầu xuất hiện ở vòng đấu bảng. Họ đã loại Ajax ở vòng sơ loại thứ ba, có được 7 điểm ở vòng đấu bảng, thắng được các đội bóng tiếng tăm hơn như Manchester United và Celtic.
- AEK Athens giành chiến thắng đầu tiên tại vòng bảng Champions League khi họ đánh bại Lille 1-0 ở lượt đấu thứ tư vòng bảng tại sân nhà Olympic. Họ thắng tiếp Milan ở lượt đấu sau, chỉ thiếu 1 điểm để lọt qua vòng bảng.
- Cả bốn câu lạc bộ của Anh đều dẫn đầu bảng đấu của mình.
- Barcelona lập một kỉ lục 15 trận không thua liên tiếp ở Champions League, bắt đầu từ trận đầu tiên ở vòng đấu bảng mùa bóng 2005–06 khi hoà Werder Bremen 1–1 cho đến khi thua Chelsea ở trận thứ ba vòng đấu bảng mùa bóng 2006-07.
- Celtic lần đầu tiên vượt qua vòng đấu bảng từ khi giải đấu chuyển sang thể thức mới. Sau khi không có câu lạc bộ nào vượt qua vòng đấu bảng ở 13 mùa giải Champions League đầu tiên, Scotland có một đại diện vượt qua vòng bảng ở 3 giải liên tiếp: Rangers ở mùa giải trước, Celtic ở mùa giải này và mùa giải sau.
- Có 3 câu lạc bộ của Anh lọt đến bán kết là: Chelsea, Manchester United và Liverpool, chiếm tỉ lệ 3/4, cùng với một đại diện của Ý là Milan. Nhưng cuối cùng cả 3 đại diện của Anh đều bị loại và Milan mới là đội vô địch giải đấu.
- Milan giảm giá vé trong trạn cuối cùng vòng bảng gặp Lille xuống chỉ còn có 1 € cho những cổ động viên đã mua vé cả mùa ở Serie A, để tránh sự thiếu vắng khán giả tại sân San Siro 80 000 chỗ.[4] Milan đã vượt qua vòng bảng và có chín cầu thủ ở đội hình chính chấn thương, không tham dự trận đấu. Dù đã giảm giá vé đến mức tối đa nhưng chỉ có 27 067 cổ động viên đến sân tại trận đấu đó.[5]